# Hakkas församling
Hakkas församling var en territoriell församling inom Svenska kyrkan i Luleå stift och i Gällivare kommun. Församlingen uppgick 2010 i Gällivare församling.
Församlingskyrka var Hakkas kyrka. Församlingskoden var 252304.

## Administrativ historik
Församlingen bildades 1962 genom en utbrytning av Hakkas kyrkobokföringsdistrikt ur Gällivare församling och utgjorde till 1999 ett eget pastorat, för att sedan till 2010 ingå i pastorat med Gällivare och Nilivaara församlingar. Församlingen uppgick 2010 i Gällivare församling.
När Hakkas församling bildades hade den 2 735 invånare och omfattade en landareal av 1 075,00 kvadratkilometer.

## Om området som församlingen omfattade
Församlingen låg i sydöstra delen av Gällivare kommun, Norrbottens län, landskapet Lappland. Den genomkorsas av Europaväg 10.
Förutom kyrkbyn Hakkas omfattade församlingen bland annat byarna Mäntyvaara, Palohuornas, Purnu, Sammakko, Satter, Skröven samt Yrttivaara.
Hakkas församling hade sin sydligaste punkt i myrområdet Katasvuoma, söder om Kattån och byn Torrivaara. Här låg "tresockenmötet" Hakkas-Överkalix-Gällivare. Från denna punkt går gränsen mellan Hakkas och Överkalix församling i en rät linje mot nordost på en sträcka av cirka 20 kilometer och korsar europaväg 10 samt Skrövån, och löper upp över Karilavaara och Iso Linkkavaara, varvid den passerar strax öster om sjön Linkkajärvi. Den korsar Linaälven samt Ängesån, cirka 4 kilometer uppströms dessa vattendrags sammanflöde vid Linafallet (i Överkalix församling).
Cirka 1 kilometer nordost om Ängesån ligger "tresockenmötet" Hakkas-Överkalix-Korpilombolo. Från denna punkt avgränsas Hakkas församling i öster av Korpilombolo församling (Pajala kommun).  Gränsen mot Korpilombolo är endast cirka 4 kilometer lång och delar skogsbyn Vuomavaara i en östlig "Korpilombolodel" och en västlig "Hakkasdel". Berget Vuomavaara ligger inom Hakkas församling.
Församlingsgränsen mot såväl Överkalix som Korpilombolo utgör samtidigt den s.k. lappmarksgränsen.
Cirka 1 kilometer norr om byn Vuomavaara ligger "tresockenmötet" Hakkas-Korpilombolo-Gällivare. Härifrån avgränsas församlingen i norr samt även i väster av Gällivare församling. Gränsen mot Gällivare löper hela vägen "runt" Hakkas församling och åter till Katasvouma i söder (jfr ovan).
Gränsen Hakkas-Gällivare korsar länsvägen mellan Satter (i Hakkas) och Ullatti i (Gällivare) vid berget Repovaara, beläget halvvägs mellan de två orterna. Längre västerut faller gränsen ut i Linaälven cirka 5 kilometer uppströms byn Sammakko. Den fortsätter sedan längre västerut och korsar E10 cirka 4 kilometer söder om Leipojärvi (i Gällivare), varefter den går i en rät linje mot sydväst till myrområdet Sookasvuoma, som är församlingens västligaste punkt. Punkten ligger cirka 10 kilometer rakt österut från Ripats (i Gällivare). Församlingsgränsen går i en rät linje från Sookasvuoma mot sydost till en punkt cirka 3 kilometer öster om byn Kilvo (i Gällivare). Punkten ligger strax intill den lilla sjön Misitonjärvi invid landsvägen Hakkas-Nattavaara. Härifrån löper gränsen i en rät linje cirka 6 kilometer över Ruokojärvi till Talhaankumpu och fortsätter sedan cirka 20 kilometer mot öster och faller ut i Arrojoki, som den följer uppströms cirka 6 kilometer till Mustavuoma, varifrån den åter går i en rät linje cirka 24 kilometer till Kutasvuoma längst i söder.
Namnet Hakkas, på finska Hakanen, har bildat av det finska ordet haka = "hage, "inhägnad".

## Areal
Hakkas församling omfattade den 1 januari 1976 en areal av 1 089,0 kvadratkilometer, varav 1 075,0 kvadratkilometer land.

## Befolkningsutveckling
| Befolkningsutvecklingen i Hakkas församling 1940–2005 | Befolkningsutvecklingen i Hakkas församling 1940–2005 | Befolkningsutvecklingen i Hakkas församling 1940–2005 | Befolkningsutvecklingen i Hakkas församling 1940–2005 | Befolkningsutvecklingen i Hakkas församling 1940–2005 |
| --- | ----------------------------------------------------- | ----------------------------------------------------- | ----------------------------------------------------- | ----------------------------------------------------- |
| |                                                       |                                                       |                                                       |                                                       |
| År |                                                       |                                                       | Folkmängd                                             |                                                       |
| 1940 | 1940                                                  |                                                       | 2 960                                                 |                                                       |
| 1945 | 1945                                                  |                                                       | 3 272                                                 |                                                       |
| 1950 | 1950                                                  |                                                       | 3 148                                                 |                                                       |
| 1955 | 1955                                                  |                                                       | 3 068                                                 |                                                       |
| 1960 | 1960                                                  |                                                       | 2 806                                                 |                                                       |
| 1965 | 1965                                                  |                                                       | 2 326                                                 |                                                       |
| 1970 | 1970                                                  |                                                       | 1 717                                                 |                                                       |
| 1975 | 1975                                                  |                                                       | 1 494                                                 |                                                       |
| 1980 | 1980                                                  |                                                       | 1 371                                                 |                                                       |
| 1985 | 1985                                                  |                                                       | 1 266                                                 |                                                       |
| 1990 | 1990                                                  |                                                       | 1 096                                                 |                                                       |
| 1995 | 1995                                                  |                                                       | 997                                                   |                                                       |
| 2000 | 2000                                                  |                                                       | 920                                                   |                                                       |
| 2005 | 2005                                                  |                                                       | 814                                                   |                                                       |
| Anm: Siffrorna före 1962 avser Hakkas kyrkobokföringsdistrikt, som var del av Gällivare församling. För åren 1940-1945: befolkning enligt folkräkning 31 december enligt den administrativa indelningen den 1 januari följande år. 1950 avser befolkning enligt folkräkning den 31 december enligt den administrativa indelningen den 1 januari 1952. 1955 avser den kyrkobokförda befolkningen den 31 december enligt den administrativa indelningen den 1 januari följande år. 1960, 1965 och 1970 avser befolkning enligt folkräkning den 1 november enligt den administrativa indelningen den 1 januari följande år. För åren 1975-2005: befolkning enligt 31 december enligt den administrativa indelningen den 1 januari följande år. |                                                       |                                                       |                                                       |                                                       |

## Series pastorum
| Ämbetstid          | Namn                  |
| ------------------ | --------------------- |
| 1962-tidigast 1981 | August Richard Rebane |